# Lydia Welti-Escher
Lydia Welti-Escher, née Augusta Clementine Lydia Escher le 10 juillet 1858 à Zurich et morte par suicide le 12 décembre 1891 à Genève, a été l'une des plus riches femmes de Suisse du XIXe siècle.

## Biographie
Née du financier et politique Alfred Escher et d'Augusta Escher-Uebel (1838-1864), elle vit des premières années difficiles avec les morts successives de sa petite sœur Hedwig (1861-1862), puis de sa mère, en 1864, alors qu’elle n’a que six ans. Après quelques années passées chez sa grand-mère paternelle Lydia Escher-Zollikofer (1797-1868), elle revient, après le décès de cette dernière, vivre avec son père au manoir du Belvoirpark, propriété familiale à Zurich. Elle se marie, le 4 janvier 1883, avec Friedrich Emil Welti, fils du conseiller fédéral Emil Welti ; ce mariage est conclu après la mort de son père, qui s'y était opposé de son vivant.
Lydia Welti-Escher est au centre d’une affaire qui porte son nom à la suite de sa relation amoureuse avec le peintre Karl Stauffer. Cette relation aurait duré près de 11 ans et trouve son paroxysme en septembre 1889, lorsque les deux amants se retrouvent à Rome après un séjour à Florence. Ils y sont rejoints par le mari, Friedrich Emil Welti qui, aidé de l'ancien conseiller fédéral et ambassadeur de Suisse à Rome Simeon Bavier, accuse Stauffer de l'enlèvement de Lydia. Le peintre est arrêté et jugé, puis incarcéré dans un asile pendant quelque temps. Lydia Welti-Escher elle-même est enfermée pour maladie mentale pendant quelques mois avant d’être reconnue saine d'esprit et de pouvoir rentrer en Suisse pour divorcer.
En 1890, elle fait don de la totalité de son patrimoine à la nouvelle fondation Gottfried Keller qui va, dans les années suivantes, acquérir de nombreuses œuvres ainsi que plusieurs monuments historiques. Elle tombe en dépression après le suicide de Karl Stauffer et se suicide elle-même par asphyxie au gaz, le 12 décembre 1891, après plusieurs tentatives manquées.